# Buzzy Beetle
Buzzy Beetle (ook wel Buzzy genoemd) is een personage uit de Mario-reeks. Hij komt doorgaans voor in ondergrondse levels.

## Karakteromschrijving
Buzzy Beetle is een Koopa Troopa, maar dan kleiner. Hij heeft een donkerblauw schild, een zwart hoofd en rode ogen. Ook zijn schild is op te pakken en als projectiel te gebruiken. Hij maakte zijn debuut in Super Mario Bros., waarin hij een vijand van Mario was. Dit was al altijd zo gebleven. Buzzy Beetle is ook een vijand is New Super Mario Bros. en New Super Mario Bros. Wii. In de beta-versie van New Super Mario Bros. Wii is er ook een Mega Buzzy Beetle. In Super Smash Bros. Brawl is Buzzy Beetle een Trophy. Hij is onkwetsbaar voor vuurballen.